# Хубер, Макс
Ханс Макс Хубер (нем. Hans Max Huber; 28 декабря 1874[…], Цюрих — 1 января 1960[…], Цюрих) — швейцарский юрист и дипломат, представлявший Швейцарию на ряде международных конференций и учреждений. Он изучал право в университетах Лозанны, Цюриха и Берлина. Хубер преподавал международное, конституционное и каноническое право в Цюрихском университете с 1902 по 1914 год. Во время Первой мировой войны он консультировал Министерство обороны и иностранных дел Швейцарии. Также, будучи судьёй Постоянной палаты международного правосудия в 1922—1939 и его председателем в 1925—1927 годах, выступал в качестве арбитра в резонансном деле острова Пальмас между США и Нидерландами в 1928 году в Постоянном арбитражном суде. С 1928 по 1944 год возглавлял Международный комитет Красного Креста.

## Избранные работы
- Der Schutz der militärischen und völkerrechtlichen Interessen im schweizerischen Strafgesetzbuch. Verlag Stämpfli & Cie AG, Bern 1913
- Die soziologischen Grundlagen des Völkerrechts. Verlag Dr. Walther Rothschild, Berlin 1928
- Grundlagen nationaler Erneuerung. Vom Wesen und Sinn des schweizerischen Staates. Evangelium und nationale Bewegung. Schulthess, Zürich 1934
- The good samaritan. Reflections on the gospel and work in the Red Cross. Victor Gollancz, London 1945
- Das Internationale Rote Kreuz. Idee und Wirklichkeit. Max Niehans Verlag, Zürich 1951